# Двадцать центов (Австралия)
Австралийская монета номиналом 20 центов была выпущена в связи с переходом на десятичную валюту с 14 февраля 1966 года, заменив флорин — так назывались монеты достоинством 2 шиллинга Австралии в 1910—1966 годах (австралийский фунт в ходе реформы автоматически обменивался на два австралийских доллара).
На аверсе всех монет Австралии изображён правящий монарх. С 1952 по 2022 год на престоле находилась Елизавета II; за это время сменились три варианта её портрета на монете: с 1969 по 1984 год — юная Елизавета II (гравёр Арнольд Мачин), с 1985 по 1998 — она же в зрелом возрасте (гравёр Рафаэль Maклоуф), а с 1999 года — портрет (работы гравёра Яна Ранк-Бродли), дизайн которого был взят с английской монеты номиналом 1 фунт стерлингов, введённой годом ранее.

## Вариации
За исключением памятных монет, было несколько разновидностей монет регулярного выпуска — аверса и реверса. Первая из них была выпущена в 1966 году, с «волной» в верхней части монеты. Эти монеты сейчас продаются за 200 австралийских долларов, в зависимости от состояния. Другие разновидности имеют различия на реверсе и связаны с различиями в длине и количестве когтей утконоса, что обусловлено неправильным давлением при создании штампов для монет.
Для аверса с портретом Елизаветы II работы гравёра Яна Ранк-Бродли разновидность 1999 года отличается более толстыми буквами, в 2000—2003 годах немного (на 0,01 мм) опущена надпись. В 2004 году отмечены две разновидности: одна состоит в смещении портрета королевы на 2 мм, другая отличается плоской вершиной и более толстыми буквами, чем в 2000—2003-м. Обе были выпущены в обращение, но в дальнейшем произошёл возврат к разновидности 2000 года.

## Выпуск 1981 года
В 1981 году в стране возник настолько значительный дефицит 20-центовых монет, что мощности Королевского монетного двора Австралии в Канберре было недостаточно для его преодоления. Поэтому часть монет, необходимых для удовлетворения потребности, чеканилась другими аналогичными предприятиями Содружества, такими как Королевский монетный двор Великобритании в Ллантрисанте (Южный Уэльс) и Королевский монетный двор Канады. Среди австралийских коллекционеров канадская монета 20 центов известна как «Ottawa Mint», что может ввести в заблуждение, так как Королевский канадский монетный двор в Оттаве с 1976 года производит только памятные монеты из драгоценных металлов (как и австралийский Пертский монетный двор), тогда как Королевский канадский монетный двор в Виннипеге чеканит основную массу монет Канады, и заказ для Австралии выполнялся именно там.
Различия в канадских монетах, вызванные особенностями фрезерных операций и процесса отжига, замечают не только внимательные коллекционеры, но и кассиры.
Количества выпущенных в 1981—1982 годах монет было достаточно, чтобы потребность в выпуске новых монет для обращения не возникала вплоть до 1990 года. Выпуск в 1983 и 1984 годах очередной версии был запланирован к обращению, но не вышел, и такие монеты встречаются относительно редко.